# Христианская мифология

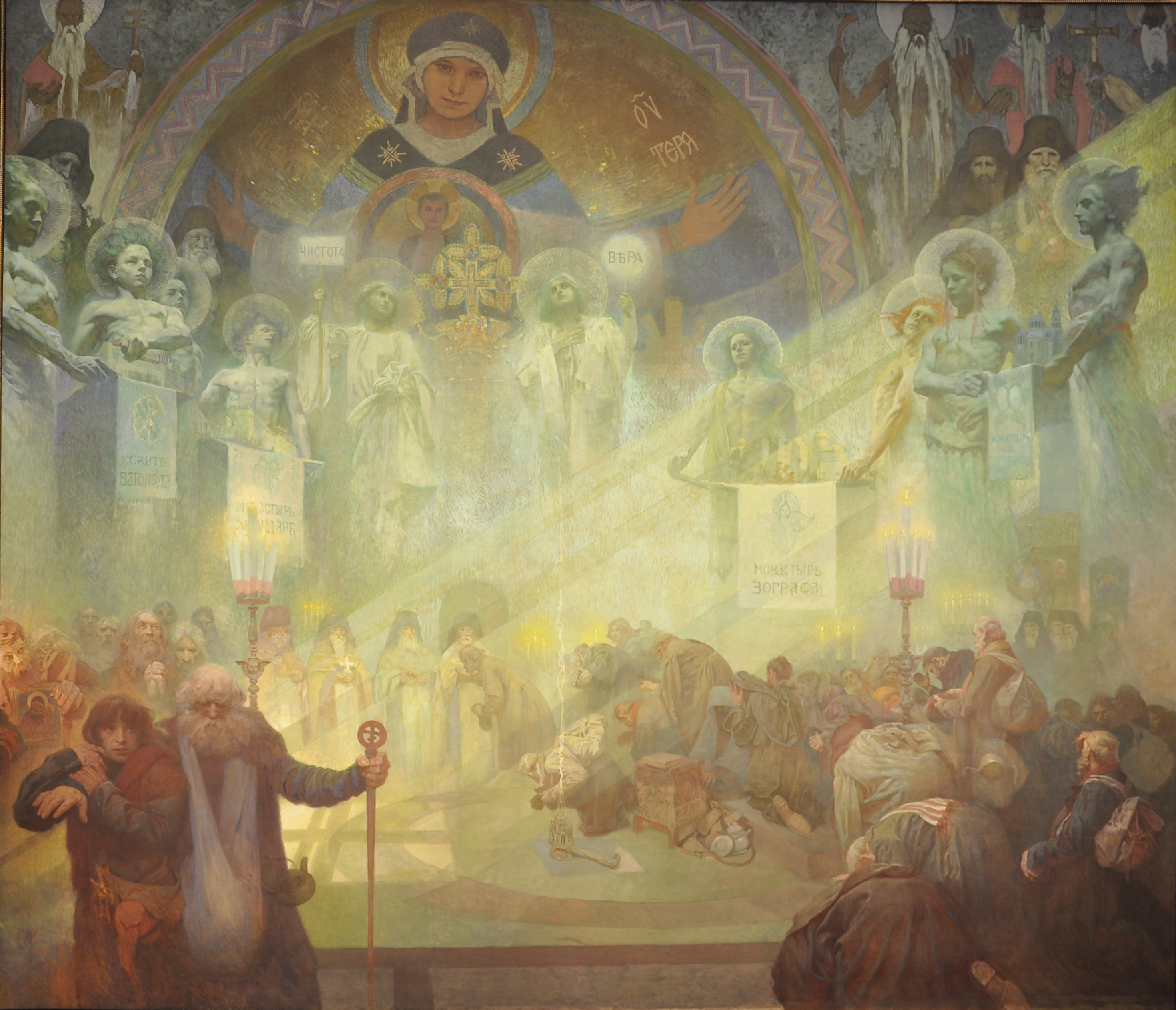
Святая Гора Афон, из цикла «Славянская эпопея» Альфонса Мухи, 1926. Изображено незримое присутствие святых

Христианская мифология — комплекс представлений, образов и символов, которые связаны с христианской религиозной доктриной и развиваются в результате взаимодействия этой доктрины и фольклорых традиций христианских народов.

## Соотношение с христианской доктриной
Соотношение между христианской доктриной и христианской мифологией весьма противоречиво. Христианская доктрина в своём обязательном для верующего виде, теология, представляет собой систему догматов и моральных принципов, сознательно противопоставленных чувственной наглядности и житейским ценностям. Эта система стадиально отлична от мифологии и противоположна принципу мифологии как обобщения архаического обычая, поскольку противопоставляет данности обычая потустороннюю «истину». Уже еврейская мифология являет собой сложный феномен, определённые черты «обычной» мифологии в ней отсутствуют. Целые пласты мифологического материала (например, подробные сведения по фантастической космологии и др.), богато представленные в буддийской, джайнской мифологии и др., практически отсутствуют в каноне христианского Священного Писания и Священного Предания. Они имеются в христианских апокрифах, в фольклорных и полуфольклорных текстах. Они обособлены от официальной, общеобязательной доктрины. Обычно в них нет чего-либо специфически христианского: например, учение о небесных ярусах, которое получило популярность благодаря славянскому изводу «Книги Еноха», относится еврейской мифологии.
Известны примеры средневековой христианской рецепции ветхозаветных космографических представлений Ветхого завета — представления о своде «небесной тверди» над плоской землёй, которые ввёл ранневизантийский автор VI века Косьма Индикоплов и которые восходят к учёности древних культур Ближнего Востока. Однако в целом функции космологического мифа в рамках христианской теологии от эпохи отцов Церкви в IV—VII веках до конфликтов с новой наукой во времена Галилея XVI—XVII веках выполняла геоцентрическая модель мира, являвшаяся итогом античной астрономии. Данте распределил блаженных в своём «Раю» по небесным сферам, о которых писали Аристотель и Птолемей.

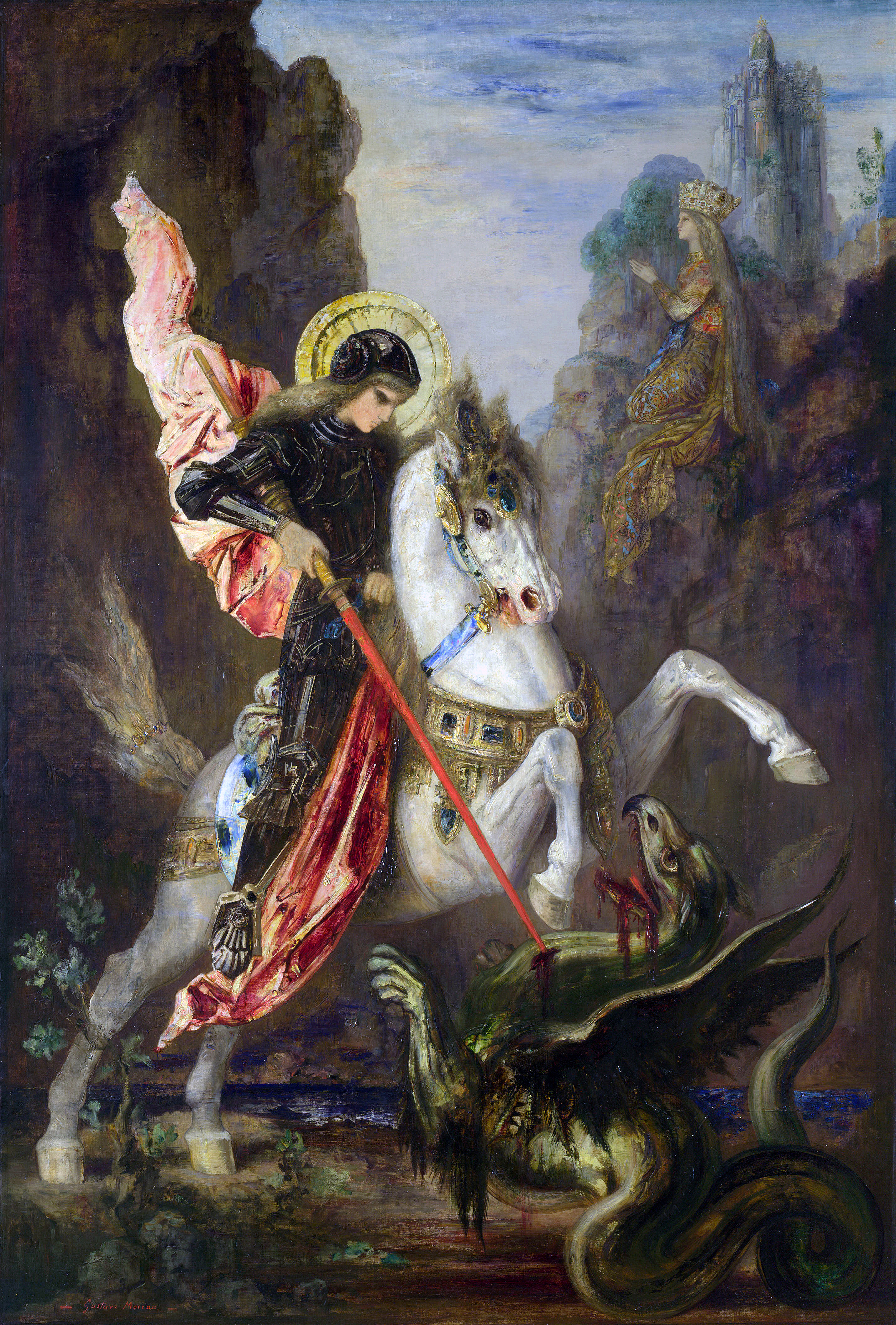
«Святой Георгий и дракон», Гюстав Моро, 1890

Наиболее «мифологичной» христианская мифология является в тех своих частях, которые согласно логике христианской доктрины расположены дальше всего от центра последней. В то же время периферийные явления обладают не меньшей социальной действительностью и культурной продуктивностью, чем центральные, а по своей массовости превосходят последние. Христианские образы в ортодоксальной доктрине и в массовых верованиях существенно различаются. Так, для доктрины, которую выражают культовые песнопения, древнейшие жития и наиболее ортодоксальные иконы, Георгий Победоносец интересен в качестве мученика — римского офицера рубежа III и IV веков, казнённого за приверженность христианской вере. Однако в фольклоре, бытовом, неофициальном культе, искусстве и литературе позднего Средневековья и эпохи Возрождения этот персонаж представлен прежде всего в качестве победителя дракона, охранителя коней, воплощения весны — яркой мифологической фигуры. Саваофа, первое лицо Троицы согласно с ветхозаветной традицией, подтверждённой Новым заветом (1Ин. 4, 12: «Бога никто никогда не видел»), в рамках христианской доктрины запрещено воображать и изображать иначе, чем в облике Иисуса Христа, поскольку этот облик был единственным зримым явлением людям незримого Господа. Этот запрет, который ставил преграду для мифотворческого воображения, повторяет Седьмой Вселенский собор 787 года и Московский собор 1667 года. Однако начиная со зрелого Средневековья, в католических, а позднее и в православных странах получает распространение иконография Саваофа в образе седовласого и седобородого старца, позднее также восседающего на облаках. Христианские теологические представления утверждали неизобразимость, мифологические — изобразимость.
Принципиальное различение мифологии и теологии, которое явно выражено на уровне идеи, на уровне отдельных фактов опосредует и осложняет множество моментов. В Средние века христианство выполняло функцию санкционирования социального порядка — в отличие от раннего христианства вернулось к задаче мифа по санкционированию «обычая». Помимо освящения «обычая» агрикультурное общество испытывает потребность в освящении круговорота сезонов года, что всегда было одной из функций мифа. В процессе перехода от ранних форм христианства к средневековому постепенно развивается система годовых праздников, которая стала мощным фактором мифологизации. Если вначале христианские мыслители активно критиковали цикличность в мифологической модели времени, заявляя о неповторимости событий священной истории мира, то в бытовом сознании эта история воспринималась посредством возвращающегося цикла постов и праздников, который соотнесли с другим циклом — сельскохозяйственных работ. Для христианского египетского феллаха крещение Иисуса Христа, праздник Богоявления, было связано с обрядами и молитвами, которыми вызывали разлив Нила, без чего невозможен урожай. Аналогично у русского крестьянина «Борис и Глеб сеют хлеб», «на Иоанна Богослова загоняй кобылицу и паши землю под пшеницу», «Илия-пророк на поле копны считает». Рыбак в итальянском городе Бари воспринимал историческое перенесение мощей святителя Николая в этот город (1087) как мифологическую гарантию «благословения» моря и обеспечение на этот год хороших условий для трудящихся в море. В то же время особые возможности вторичной мифологизации даёт само христианское вероучение. Так, традиционный мифологический образ «неба» — места обитания божества — сильно преобразует формула, читающаяся уже в Ветхом завете (3Цар. 8, 27; 2Пар. 6, 18) и воспринятая христианской религией, по которой небо и «небеса небес» не могут вместить Бога, вселенная находится в Боге, а не Бог — в каком-то её месте, обиталище, «не вмещающее» своего обитателя, не является обиталищем в обычном смысле. Однако этот образ не составляет и простую метафору: в небесах, которые могут быть «отверстыми», человеку может явиться «слава Божия» (Деян. 7, 55, 56), с небес воплощаемый Бог «сходит» в смертный мир, согласно Никео-Цареградскому символу веры, и возвращается на небеса вочеловечившись, в хотя и преображённом, но человеческом теле.

## Развитие
В разные эпохи и разных странах фольклорный материал христианской мифологии был весьма разнородным, что связано со сложными историческими судьбами христианской религии. В отличие от генетически близкого иудаизма, а также от таких религий как зороастризм, индуизм, синтоизм и др., которые ограничены пределами одного этноса или группы родственных племенных образований, христианство стало одной из мировых религий, подобно буддизму и исламу. Несколько раз существенно менялся этнический состав христиан. Христианство зародилось в I веке и изначально распространялось в среде евреев земли Израиля и средиземноморской еврейской диаспоры, откуда преемственность христианской мифологии от еврейской. Вскоре стало появляться всё больше неофитов из других этносов, в то же время рос конфликт с иудаизмом. В IV—VII веках христианство становится государственной религией Римской империи, и наиболее активно в формировании христианизированного общественного сознания и культуры участвуют народы восточного Средиземноморья — сирийцы, копты; эллинизированные малоазиатские народы, откуда происходят черты христианства, сходные с египетской мифологией и другими мифологическими системами Ближнего Востока, проявившиеся в разных мотивах христианской мифологии и средневековой иконографии, таких как ад в образе чудища с разверзтой пастью, весы для взвешивания добрых и злых людских дел, которые держит архангел Михаил на Страшном суде, изображение святого Христофора Ликийского с головой пса и др.
С VII века сирийско-палестинские и египетские, а к XV веку также малоазийские земле вместе с бывшей Константинополем перешли под влияние ислама. В Западной Европе в период упадка VII—IX веков, который вызвали варварские нашествия, энергичнее других христианство распространяли кельтские народы, влияние которых на христианскую мифологию выразилось, в частности, в западноевропейских преданиях о святом Граале, о короле Артуре и рыцарях Круглого стола и др. Христианство, «как бы компенсируя свои ближневосточные утраты», включает в свою сферу германские и славянские этносы, а затем балтийские и финские. Мифологические традиции этих народов соединяются с христианскими, что имело различные выражения: христианская эсхатология стилизуется в духе германо-скандинавских мифологических сюжетов о мировом пожаре в древневерхненемецкой поэме «Муспилли» IX века; в весенних песнях славян святой Георгия наделяется чертами Яровита или Ярилы, пророку Илие передаётся роль Перуна или Перкунаса — громовика и специально антагониста Белеса и др. К концу Средних веков христианской стала вся Европа, исключая европейских евреев, с которыми в христианской культуре связана легенда об Агасфере.
В начале Нового времени в странах германско-скандинавского севера побеждает протестантизм; затем развитие рационалистической науки сокращает мифологическое творчество. В то же время в ходе европейской колониальной экспансии и деятельности христианских миссионеров христианство распространяется за пределы Европы, что снова создаёт условия для появления новых вариантов христианской мифологии в связи с включениеи нового этнического субстрата, что выражено, например, в легендах о Деве Марии Гваделупской у индейцев Латинской Америки; появляются гибридные формы мифологии, в которых отдельные христианские мотивы соединены с локальными, «экзотическими» материалами и переосмыслены в новом контексте. Возникли и связанные с этим иконографические новшества. Так, христианское искусство современной Африки изображает распинаемого Христа чернокожим, тогда как его мучители — белокожими.

## Основные представления

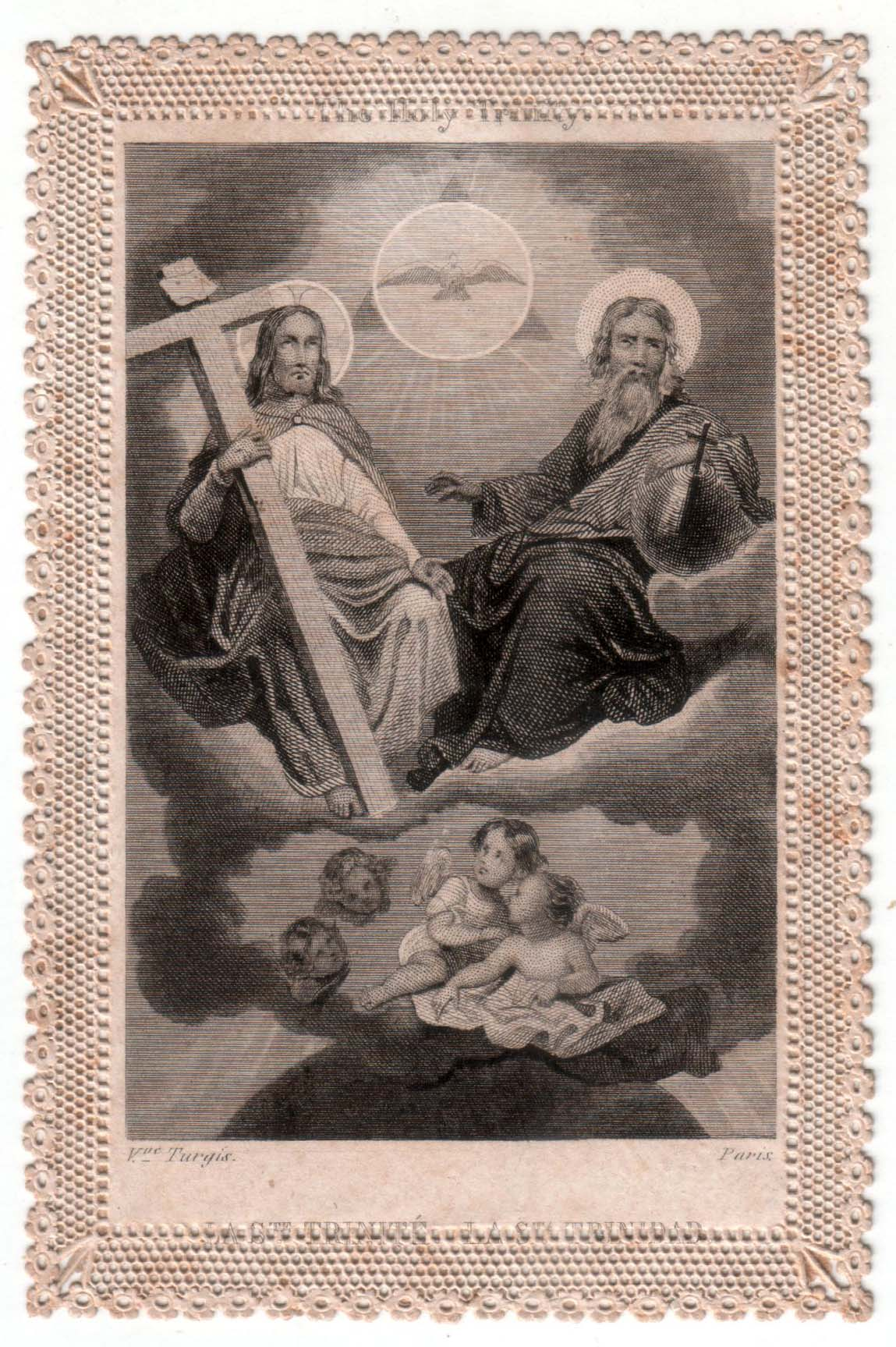
Иисус Христос одесную Бога Отца

Христианское богословие Боге определяется прежде всего тем, что христианство унаследовало развившиеся в иудаизме представления о едином Бога — носителе абсолютных благости, знания и могущества, который имеет свою причину в самом себе и который сотворил все существа и вещи, начиная от верховных ангелов и небесных светил и оканчивая последней былинкой являются его творениями. Помимо самого Бога не существует ничего, что не было бы сотворено Богом. Личностная модель Абсолюта, которая свойственна теизму, в христианстве доведена до логического предела, что получило выражение в двух центральных христианских догматах, которые составляют его основное отличие от иудейского и исламского вероучений: — в догмате триединства Бога и в догмате Боговоплощения. Чётким размежеванием уровней сущности и лица христианская Троица отличается от триад других религий и мифологий, таких как Тримурти. Однако в фольклорная среда христианской мифологии утрачивает эту чёткость, что становится причиной «смешения» лиц и «разделения» сущности. Русские духовные стихи нередко включают такие формулы, как «Истинный Христос, Отец Небесный», или «…От Свята Духа, самого Христа». Троицу смешивали с Девой Марией. Народные представления, выраженные через низовую, неофициальную иконографию, нередко возрождали отвергнутое ортодоксальным христианским умением языческое понимание Троицы как полуслитой и полуразделённой. Примером служат неканонические изображения — смесипостасная Троица, которые преследовались духовенством, но имели хождение как среди католиков, так и среди православных. В догмате Боговоплощения идея о наличии сверхчеловеческого посредника между земным и небесным планами бытия не составляет специфику христианства: образ «полубога» встречается в самых различных мифологиях и религиях. К вариациям этого образа относятся как архаические герои и богатыри, так и боготворимые мудрецы и цари и др. с воплощённым Логосом сходны Бодхисатвы из буддийской мифологии, также «предсуществующие» прежде своего рождения в этом мире. Но согласно христианскому догмату, Христос не является полубогом — результатом смещения полубожественности и получеловечности, существом ниже бога, но выше человека. Логос, который воплотился в Христе — есть не низший и не меньший бог, но «вся полнота божества» (Кол. 2, 9); в идее воплощения христианского Бога не допускается ничего подобного аватарам, перевоплощениям или вечным возвращениям.
С уникальностью, единственностью Боговоплощения связано то значение, которое христианство придаёт истории и необратимости исторического времени, даты, к которой принадлежит воплощение надвременного. Так, «Римский мартирологий» связывает идею вечности Бога и Христа с целым списком хронологических идентификаций: «В лето от сотворения мира 5199, от потопа 2957, от рождения Авраама 2015, от Моисея и исхода израильтян из Египта 1510, от коронования царя Давида 1032, в 65 седьмицу пророчества Даниила, в 194 олимпиаду, в лето 752 от основания города Рима, в лето 42 правления Августа Октавия, когда по всей земле был мир, Иисус Христос, вечный бог и сын вечного Отца, …вочеловечился от Девы Марии». Мистический историзм имел место уже в ветхозаветном иудаизме и еврейской мифологии, но в христианстве он усиливается. Сакральная значимость конкретной даты полностью противоположна духу природного мифа, который отражает ритм годичного цикла. Христианство развивает мифологию исторического времени в противоположность периодизациям мифологического времени, предшествующего истории. Например, в трактате Августина Блаженного «О граде Божием» история разделена на шесть периодов, которые отвечают шести дням творения мира: от Адама до всемирного потопа; до Авраама — до завета с Богом; до царства Давида и Соломона, до падения этого царства, до вавилонского пленения 587 до н. э.; до рождества Христова; шестой период ныне продолжается; в грядущий седьмой период будет конец света и наступит эсхатологический покой, что соответствует субботе, которая завершила творение мира. Эта схема схожа с имеющейся в исламской мифологии, где говорится о последовательных откровениях, данных «посланникам Божьими» («расулам») от Адама до Мухаммада. Отмечается сходство отсчётом годов «от Рождества Христова» и «от хиджры» — оба дают спрямлённое время, в отличие, например, от дальневосточных 60-летних циклов или полного отсутствия общепринятого летосчисления как в древнегреческой культуре.
Xристианская мифология может нейтрализовать те парадоксы, которые отказалась нейтрализовать христианская доктрина, в том числе через усиленно акцентируя предопределённость всех событий священной истории. В Евангелиях Иисус молился в ночь перед своей казнью: «Отче мой! если возможно, да минует меня чаша сия» — будущее здесь ещё не дано, а страх реален. Предопределённость присутствует («впрочем, сын человеческий идёт по предназначению», Лук. 22, 22), но не исключительно. Однако в мифологизирующих переработках Евангелий, которые особенно были характерны для литературы раннего Средневековья, изображают грядущее торжество Христа как полностью известное, а потому уже наличное, в каждый момент его страстей. Это торжество предсвиляит не только сам Иисус, оно предстаёт в благочестивой осведомлённости едва ли не всех положительных евангельских персонажей. В работе византийского поэта VI века Романа Сладкопевца Иисус говорит не «если возможно», но: «Это от начала мне изволилось». В этой интерпретации он, распятый на кресте, не прощается с матерью как будто навечно (что эмоционально выражено в повелении усыновить Иоанна Богослова, Иоан. 19, 26); но разъясняет ей, что она первой увидит его после выходе из гроба. Эта позднейшая интерпретация расписывает повествование как текст священного действа. Позднее происходит рецепция такого подхода фольклором. В своём самом самом вольном, неортодоксальном фольклорном варианте христианская мифология воспринимает земную смерть и жизнь Христа в качестве одной и той же культовой действительности — таинственного бытия «мощей», что находятся по иную сторону жизни и смерти. Если ещё до воскресения Иисус предстал уже во славе этого воскресения, то воскреснув, согласно одному русскому духовному стиху продолжает пребывать в гробу, что входит в явное противоречие с евангельским текстом и ортодоксальной интерпретацией.
Христос предстаёт как монарх, репрезентативно окружённый ангелами и святыми, которые в византийской культуре были представлены по образцу придворных византийских сановников, в западной — подобно рыцарям-паладинам. Ангелы понимаются как творения Бога, послушно исполняющие его волю, святые — как смиренные люди, которые творят чудеса не при помощи своей силы (чем отличаются от аскетов в индуистской мифологии, способных аккумулировать в себе чудотворную энергию средствами тапаса), но силой самого Бога. Фольклорная интерпретация делает эти акценты менее ясными: люди обращаются за помощью высших сил, сверхъестественных помощников, которые многочисленны, подобно богам политеизма, а Христос — только одна из этих сил, хотя верховная, но может быть более далёкой, чем Дева Мария или конкретные святые, которые пособляют в бытовых делах. В русском фольклоре среди святых особо выделяется Николай Угодник, а ортодоксальная формула «Микола Чудотворец Богом силен» заменятся стихом с совсем иным смыслом: «Авось Никола с Богом силен». Русское присловье окончательно неортодоксального характера говорит, что если Бог умрёт, то его власть достанется Николе.

## Связь с ритуалом
В Евангелиях имеется ряд сюжетов, которые рассматриваются как мифологизация ритуалов. Так, рассказ о Крещении Господнем может содержать историческую основу, но представляет собой новое мифологическое обоснование традиционной практики водяного обрядового очищения. Известно большое число примеров обратной зависимости: народных и церковных обрядов, которые были построены на мотивах евангельских повествований. Такие инсценировки содержат в себе календарные обряды и праздники народов Европы. Наряду с обычаями и обрядами местного и нередко дохристианского происхождения, имеется много таких, которые изображают в лицах эпизоды евангельской истории: прежде всего это средневековые мистерии — инсценировки Рождества Христова, драматизация пасхального цикла — страстей Христовых, начиная с использования «пальм» или заменяющих их ветвей ивы или иных деревьев, относящихся к ритуалу Входа Господня в Иерусалим, и вплоть до торжественного празднования Воскресения Христова, с возжиганием огней, облачения в торжественные светлые ризы, взаимных поздравлений — «Христос воскресе», колокольного звона и др. В большинстве случаев эти религиозные инсценировки теряли характер строгого обряда и становились народным развлечением, а отчасти входили в официальную церковную литургику.

## Легенды и предания
В европейском фольклоре нарративы, связанные с именами заранее известных персонажей, повествующие о событиях и времени, воспринимаемые как исторические, обычно делятся на легенды и предания. Легендами называются в основном нарративы о персонажах священной истории (евангельских персонажах, святых), преданиями — нарративы о персонажах мирской истории, и элемент чудесного в данном случае не является обязательным. Предание как жанр, связанный с «историческим» временем, архаизирует и мифологизирует не господствующую религиозную систему, как это делает легенда, а представления о мирской истории.
В любых традициях в сравнении с мифом легенда менее сакрализована и повествует о более поздних событиях. В непрерывных традициях легенда соотносится с мифом синхронно, в традициях, где произошла смена религиозной системы, как в христианской, — диахронически. В таком случае мифы являются одними из источников легенд. Легенда принадлежит к числу жанров, находящихся между мифом и историческим описанием. В непрерывных традициях существование легенд определено потребностью в «историческом» жанре, тогда как в традициях второго типа легенда выполняет ряд других функций. В христианской мифологии основным признаком легенды выступает не столько её «историчность», сколько неканоничность.
Предшествующие мифы вытесняются из повествовательных жанров, но их содержание сохраняется в ритуале, несюжетных ритуальных текстах и несакральных сюжетных текстах (былички и сказки). Эта ситуация создаёт потребность в жанре, воспроизводящем сюжетику предшествующей традиции. Христианские легенды являются нарративами, аксиологический статус которых снижен в сравнении с каноническими текстами. Канонические повествования в новой системе ритуалов имеют тот же статус, которым обладает миф в традиционных ритуальных системах. Низкий статус легенды в сравнении с каноном устраняет противоречия в рамках синкретического народного христианства. Апокриф, напротив, нередко претендует на большую «истинность» в сравнении с каноном. Жанры апокрифа и легенды близки в необходимости для них заданного «прежде» канона. Легенды были включены в новую религиозную систему с помощью отнесения их сюжетов к христианским святым, с которыми были отождествлены герои прежних мифологических сюжетов, при этом события этих повествований воспринимаются как более поздние и менее ценные, чем евангельские. Легенды о христианских святых отчасти воспроизводят сюжеты дохристианских мифов, становясь одним из средств переноса старой мифологии в новую христианскую среду. В жития святых, статус которых ниже статуса священного писания, возможно заимствование нехристианских мотивов. Легенда становится средством переноса именно сюжетных элементов прежней мифологии в отличие от отдельных признаков персонажей и представлений, которые могут сохраняться лишь в виде упоминаний в заговорах, пословицах, приметах и др. Житийные легенды, принадлежа к историческому жанру, в то же время связаны с календарным ритуальным циклом.
Отдельную категорию составляют христианские легенды о ветхозаветных персонажах (например, в русских духовных стихах, которые характеризуются как легенды или апокрифы, спетые былинным стихом), а также Бог и Дьявол. Специфика этой разновидности легенд заключается во времени, к которому относится повествование — евангельская, ветхозаветная эпохи или эпоха творения, в рамках христианства выступающие в качестве мифического времени, что сближает эти легенды с мифами. Такие легенды включают сюжеты борьбы громовержца с его противником или рассказы о сотворения мира. Место громовержца может занимать Бог, его противника — Дьявол. В других вариантах роль громовержца играет Илья-пророк. Противник громовержца считается Дьяволом. Он может сохранять своё имя или в результате инверсии выступать под именем самого громовержца. Такие нарративы вызваны стремлением соотнести главные сюжеты с высшими уровнями системы или воспроизвести сюжеты, невозможные без главных персонажей данной системы. К это категории принадлежит сюжет творения, распространённый в дуалистических космогонических легендах, например о совместном творении мира Богом и Дьяволом. Типологически такие легенды близки к мифам о культурных героях трикстерах (полинезийский Мауи и др.), сотворивших острова и др. Функционально эти легенды являются компенсацией свойственной мифологии дуалистической структуры в условиях новой моноцентрической мифологии. Несмотря на сближение с мифами, эти легенды имеют маргинальный характер лишены непосредственной связи с культом.
Ряд европейских легенд повествуют о событиях, происходящих в абстрактном неуточнённом времени, что сближает их с притчами и сказками. В частности, святые выступают таких сюжетах в качестве мифологических персонажей — как существовавшие «всегда». Легенды этого типа могут повествовать о связях святых с обычными людьми, например, легенда о святом Николае Угоднике, защитившем пахаря от Ильи-пророка. Такие эпизоды могут включаться в сказку.
Сюжеты других легенд помещены в историческом времени конкретного этноса и пересекаются с преданиями. Они могут существенно сближаться во времени с носителями или опережать его, переходя в эсхатологическое время, которое, однако, часто сохраняет связь с историческим — точные датировки конца света или отнесение его к обозримому будущему. Эсхатологические легенды обнаруживают сходство и с легендами об утопических странах или обществах (русское Беловодье). Социально-утопические легенды граничат с жанром преданий, поскольку могут включать сюжеты об исторических, несакрализованных лицах, которым придаётся функция восстановления нарушенной справедливости и установления утопического благополучия, что связывает их с культурными героями, но переосмысленными в рамках поздних социальных отношений. Такова, например, легенда о старце Фёдоре Кузьмиче (Александре I).

## Священное предание

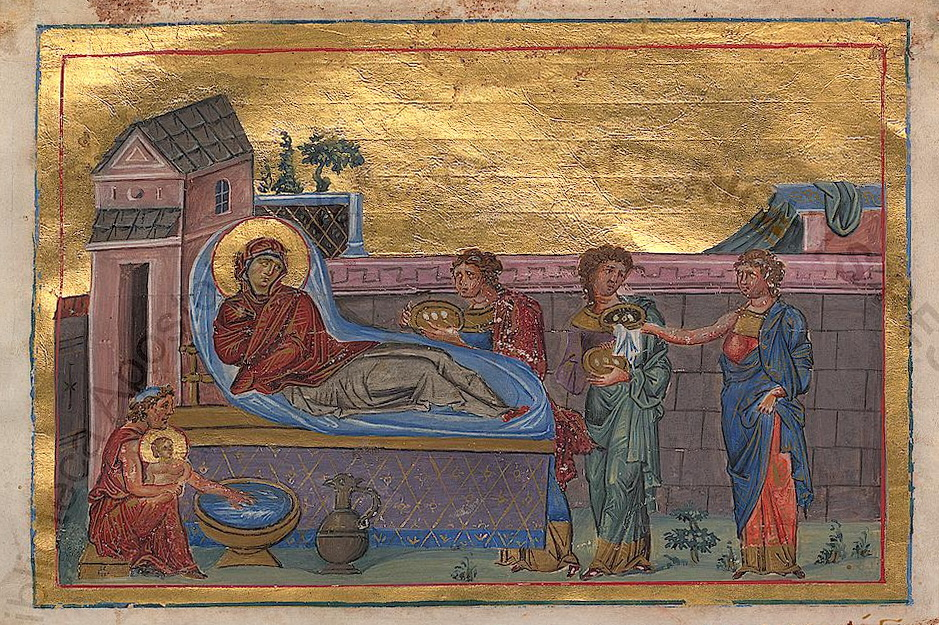
Рождество Пресвятой Богородицы, сюжет, который не упоминается в Священном писании и сообщается в апокрифе «Протоевангелие Иакова»

Священное предание представляет собой способ передачи религиозного учения в устной форме через проповедь, обряд и др., существующий параллельно со Священным писанием. Как Священное писание, так и Священное предание рассматриваются как отражающие Божественное откровение. Священное предание может считаться первичным по времени, но в ряде случаев вторичным по значению.
В христианской теологии существует тезис о полноте откровения в Священном писании. На этом основана протестантская доктрина о «достаточности Писания». В православной традиции, в целом в полной мере признающей Священное писание, известны случаи признания приоритета Священное предания (например, А. С. Хомяковым). Священное предание может считаться сокровенным знанием церкви, которое не сообщается непосвящённым, но в случае необходимости, например, для низвержения ереси, может быть открыто в проповедях, постановлениях церковного собора и др. Священное предание может восприниматься как знание, не бытующее словесно, позволяющее отличить истинное от ложного и постигать откровение. В данном смысле Предание отличиется от преданий (во множественном числе) как передаче конкретных частей учения.

## Фантастические существа
Вторичную мифологизацию христианского учения отмечают, среди прочего, в связи, которые средневековые фольклор и книжная культура устанавливали между христианскими представлениями и образами фантастической «зоологии» и «ботаники», источниками которых были дохристианские мифы, народныхюе поверия, популярная наука позней Античности, истории, рассказанные путешественниками и др. Книжная культура, как правило, подавала эту связь как символическую или аллегорическую. Так, возрождение птицы Феникс из пепла стало популярным в раннем христианстве символом воскресения Христа. Двусоставная природа грифона, совмещающая элементы льва и орла — в позднесредневековом западном христианстве аллегорией двух природ Христа или объединением духовной и светской власти папами, и т. д. Эти аллегории сформировали отдельный литературный жанр книг типа «физиолог», «бестиарий» и т. п. Именно образы животных и растений, в языческом мировоззрении имеющие связь со сферами сексуальности и деторождения наиболее активно использовались для идеи целомудрия.
То же происходит с образом единорога: его рог, ранее надеявшийся фаллическими коннотациями, стал пониматься в качестве угрозы грешившим против девства: считалось, что только девственница способна уловить единорога, что стало аллегорией рождения Христа от девы Марии. Аналогично новая мифология пользовалась многими растительными символами. Однако часто, в особенности в фольклорном материале, внеконфессиональная фантастика соединялась с понятиями христианской религии в брлее наивной форме, вне аллегорий: дракона считали противником святого Георгия; по преданию Павел Фивейский вёл беседу с языческими персонажами — сатирами и кентаврами.

## Низшая мифология
В народных верованиях дольше сохранялась низшая мифология, характеризуемая как более грубая и непосредственная, но наиболее устойчивая. Включает представления о духах природы (лесных, горных, речных, морских), духах, которые связаны с земледелием, плодородием земли, растительностью. В фольклоре и поверьях народов Европы сохранилась именно низшая мифология, в то время как высшая мифология, представления о великих богах в культурах древних кельтов, германцев и славян и других народов Европы, почти полностью исчезла и лишь частично соединилась с образами христианских святых.

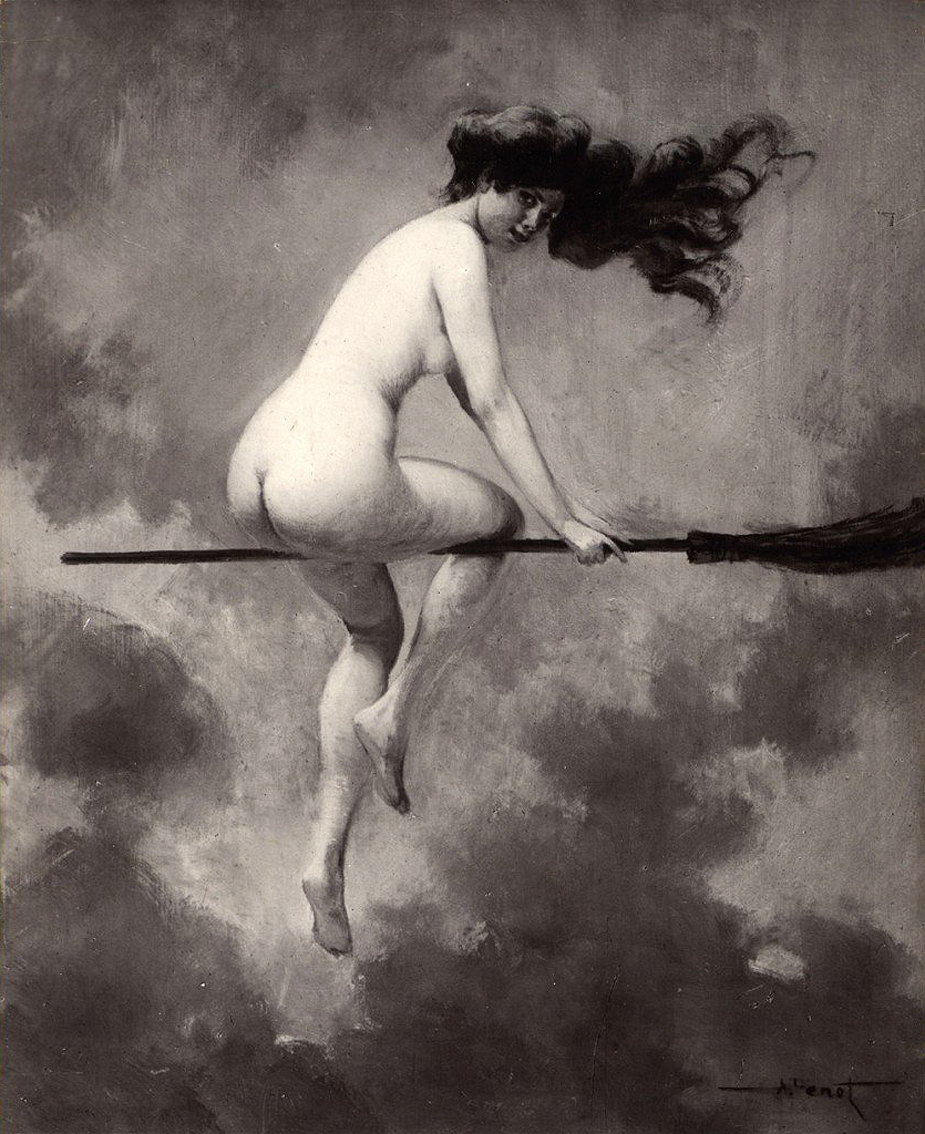
Ведьма, отправляющаяся на шабаш на метле, Альбер Жозеф Пено 1910

В низшей мифологии и народных поверьях народов Европы ведьмами назывались женщины, которые вступили в союз с дьяволом или другой нечистой силой с целью обретения сверхъестественных способностей. Христианские представления о женщине как сосуде соблазна и греха способствовали широкому распространению веры в ведьм в Средние века. К числу ведьм относили также сторонников язычества; на представления о них оказали влияние воспоминания о языческих жрецах и, предположительно, богах, образы которых были снижены до уровня нечистой силы). В рамках охоты на ведьм XV—XVII веков была создана целая юриспруденция, первым кодексом которой стал «Молот ведьм» (1487). Ведовство, а также неверие в ведьм, объявлялось ересью, особым преступлением, которое требовало применения пыток и смертной казни.

## В искусстве
Образы новозаветных рассказов, подвергшиеся видоизменениям и процессу вторичной мифологизации в памятниках апокрифической письменности и в рамках народных верований, смогли оказать универсальное влияние на искусство. Вплоть до эпохи ранних Средних веков произведения литературы и особенно изобразительного искусства были сосредоточены на мотивах царской небесной славы. Однако сюжеты страстей Христовых и страданий христианских мучеников в течение веков были редки и трактовпоись условно. В период позднего Средневековья распространяются идеи подражания земному унижению Христа, эмоционального соучастия в страданиях Богоматери. В Византии и в у православных славян новая эмоциональная составляющая заметна, среди прочего, в изобразительных сюжетах Голгофы или оплакивания Иисуса. А западных странах, особенно в германском ареале, она демонстрирует яркий натурализмом с изображениями истерзанных тел Иисуса и святых мучеников.
В замкнутом виде систему образной и наглядной средневековой христианской мифологии передаёт уже в преддверии Нового времени передаёт «Божественная комедия» Данте Алигьери. Осознанно христианскую мифологию в качестве мифологии западноевропейская культура использует с эпохи Возрождения. Применяется условный язык образов, который авторы заимствуют из классицистических толкований античной мифологии. Это приводит к созданию, например, христианского мифологического эпоса, включая такие произведения как «Христиада» Марка Иеронима Виды в XVI веке; «Потерянный рай» и «Возвращённый рай» Джона Мильтона в XVII веке; «Мессиада» Ф. Г. Клопштока в  середине XVIII века. Романтизму удаётся эстетическое раскрытие своеобразия христианской мифологии в сравнении с античной.